# 피터 모건
피터 모건(Peter Morgan, CBE, 1963년 4월 10일~)은 영국의 각본가 겸 영화 프로듀서이다.
모건은 나치의 박해를 피해 런던으로 망명한 유대계 독일인 아버지(Arthur Morgenthau)와 소련을 탈출한 가톨릭교도 폴란드인 어머니(Inga (née Bojcek)) 사이에서 태어났다. 아버지는 모건이 9살이던 해에 사망하였다. 리즈 대학교 졸업.
1997년 오스트리아인 안나 슈바르첸베르크와 결혼해 슬하 3남 1녀를 두고있으며, 2006년 겨울부터 빈에서 살고있다. 장인 카렐 슈바르첸베르크는 체코 외교부 장관을 지냈다.
2006년에 개봉한 《더 퀸》과 《라스트 킹》으로 골든 글로브상과 영국 아카데미 영화상을 받았고, 《더 퀸》으로는 아카데미 각본상 후보에 올랐다.
또한 극작을 담당한 《프로스트 VS 닉슨》은 2008년에 론 하워드에 의해 영화화되어 아카데미상 후보(각색 부문)에 두 번째로 이름을 올렸다.

## 작품

### 텔레비전 드라마
- 1989년 《샬롬 존 콜린스》
- 1993년 《릭 메이올 프레젠트》 (에피소드 1: 미키 러브)
- 1997년 《코미디 프리미어》 (에피소드 2: 체스트)
- 2000년 《메트로폴리스》
- 2002년 《위험한 판결》
- 2003년 《거래》
- 2003년 《헨리 8세》
- 2005년 《콜디츠》
- 2006년 《롱퍼드》
- 2010년 《특별한 관계》
- 2011년 《위험한 판결 시즌2》

### 연극
- 1986년 《팍스 브리타니카》
- 2006년 《프로스트 VS 닉슨》
- 2013년 《오디언스》

### 영화
- 1990년 《디어 로지》
- 1991년 《킹 랄프》
- 1992년 《사일런트 터치》
- 1998년 《마샤, 프랭크와 다니엘과 로렌스를 만나다》
- 2006년 《더 퀸》
- 2006년 《라스트 킹》
- 2008년 《천일의 스캔들》
- 2008년 《프로스트 VS 닉슨》
- 2009년 《댐드 유나이티드》
- 2009년 《스테이트 오브 플레이》
- 2010년 《히어애프터》
- 2011년 《360》
- 2013년 《러시: 더 라이벌》
- 2014년 《머큐리》
- 2014년 《솔라스》

## 상훈

### 수상
- 2006년 (라스트 킹)
  - 영국 아카데미상 각색상
- 2006년 (더 퀸)
  - 골든 글로브상 각본상

### 서훈
- 2016년 대영 제국 훈장 3등급(CBE) 수훈[1]